# Mental Ray

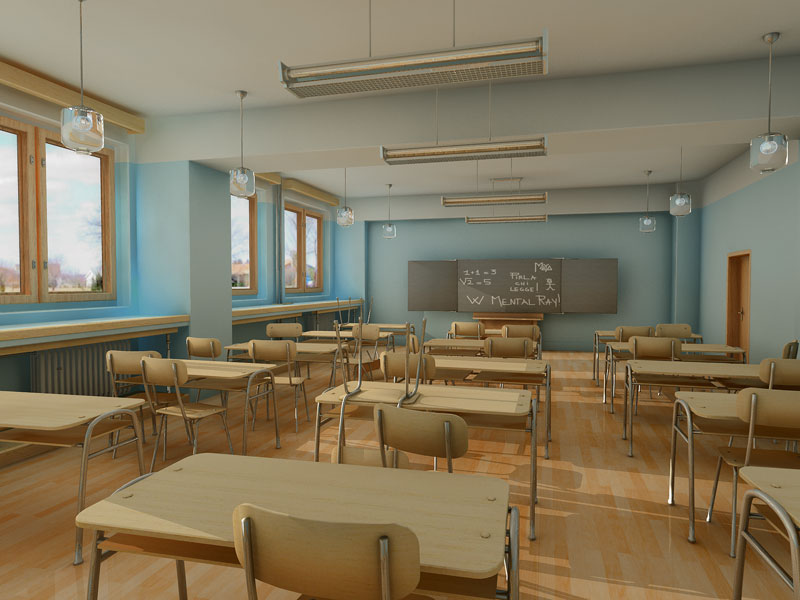
Imagen de interior de aula generada mediante Mental Ray.

Mental Ray es un motor de renderizado, desarrollado por Mental images en Berlín (Alemania). Es uno de los pocos motores desarrollados en Europa que compiten con los desarrollados en EE. UU. y Canadá. Su competencia directa es Renderman. Mental ray está integrado en la mayoría de los paquetes 3D profesionales:
- 3D Studio Max
- Maya
- Autocad
- Softimage
- Houdini

Realmente estos dos últimos son en los que está más integrado, ya que algunos de los programas mencionados abandonaron su propio motor de render con la integración de Mental Ray. Mental Ray también está disponible en su versión autónoma (Standalone).
Es un motor completo y complejo que calcula desde sombras simples hasta segmentadas, compilación fotónica emitida por luces que se conoce como Photon Map y posee su propio sistema de aceleración.
Mental Ray ha sido empleado en películas, videojuegos y publicidades.

## Características
- Multiplataforma: Junto con la versión integrada existe un render standalone, Mental Ray ha sido portado a todos los sistemas operativos.
- Abierto: Mental ray es completamente programable mediante shaders (escrito en C o C++).
- Múltiples geometrías: Puede trabajar con polígonos, NURBS y subdivisión surfaces.
- Ganó un Óscar en el año 2003 por su contribución a la producción cinematográfica.

- Datos: Q720287